# Hato-Fae (Ort)
Hato-Fae ist eine osttimoresische Siedlung im Suco Maubisse (Verwaltungsamt Maubisse, Gemeinde Ainaro). Sie befindet sich im Osten der Aldeia Aihou, auf einer Meereshöhe von 1515 m. Die Siedlung liegt nördlich der Stadt Maubisse an der Straße nach Aileu und Dili. Ansonsten verteilen sich einzelnstehende Häuser über die gesamte Aldeia.